# Phoque de la Caspienne
Pusa caspica
Espèce
Statut de conservation UICN

 EN A2abd+3bd+4abd : En danger
Synonymes
Phoca caspica
Le Phoque de la Caspienne (Pusa caspica) est une des plus petites espèces de la famille des phoques. On le trouve exclusivement en mer Caspienne dont il est endémique. En moyenne il mesure 1,60 mètre, pèse près de 85 kg et vit 35 ans.
L’espèce est considérée par l'Union internationale pour la conservation de la nature comme étant menacée de disparation. Sa population, qui s'élevait à plus d'un million au début du XXe siècle, a chuté à 68 000 selon les estimations de 2020. L’animal a longtemps été victime d'une chasse intensive et est désormais exposé à la pollution industrielle.

## Répartition et habitat
De mai à septembre, cette espèce vit dans le sud de la mer Caspienne ; elle se déplace vers le nord en automne, suivant les migrations de ses proies.

## Alimentation
Cette espèce est principalement piscivore, bien que son alimentation varie selon les saisons. Les Clupeonella abondent dans la mer Caspienne et représentent 70 % de son alimentation. En automne et en hiver, lorsqu'elle vit dans les eaux peu profondes du nord de la mer, l'espèce se nourrit de Cottoidea, de Gobiidés et de crustacés. En été, lorsqu'elle vit dans le sud, elle se nourrit de Clupéidés et de Cyprinidés. Elle se nourrit également en toutes saisons de crevettes, de crabes, d'Atheriniformes et d'Aspes.

## Reproduction
La femelle atteint la maturité sexuelle entre 5 et 7 ans et le mâle entre 6 et 7 ans. Cette espèce est monogame. La saison de reproduction a lieu entre fin février et mi-mars. La femelle donne naissance à un seul petit (« manchon » blanc) après une période de gestation de 11 mois.

## Menaces

### Incident au Daguestan en 2020
Entre le 6 et le 10 décembre 2020, 272 charognes sont retrouvées le long d'une centaine de kilomètres de littoral au Daguestan. Des experts locaux et d'autres provenant de Moscou sont mobilisés sur place ; les autorités estiment que les causes possibles sont « des maladies infectieuses d'origine virale ou bactérienne dans le contexte de conditions hydrométéorologiques défavorables ».

### Philatélie

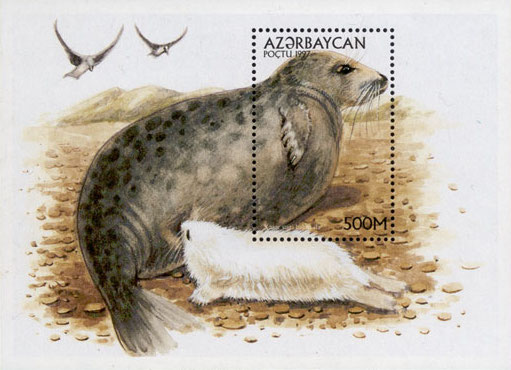
Timbre de l'Azerbaïdjan, 1997
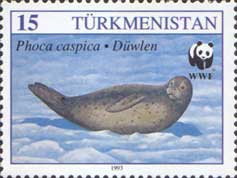
Timbre du Turkménistan, 1993
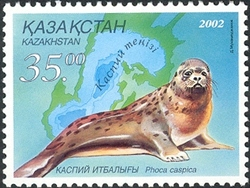
Timbre du Kazakhstan, 2002
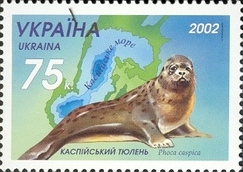
Timbre de l'Ukraine, 2002